# التهاب مهبلي
التهاب المَهْبِل (بالإنجليزية: Vaginitis)‏ هو مصطلح يشير إلى أي التهاب أو إنتان يصيب المَهْبِل، يعتبر داء المبيضات (الذي هو مرض فطري) السبب الأشيع لالتهاب المهبل، تعتبر الحكة والتهيج والافرازات المهبلية أكثر الأعراض المشاهدة لدى المريضات المصابات بالتهاب المهبل.

## الأعراض
- حكة فرجية.
- افرازات مهبلية
- آثار التهاب (احمرار، تورم).
- رائحة كريهة.
- حرقة أثناء التبول.
- ألم أثناء الجماع.

## الأسباب
يصيب التهاب المهبل النساء في جميع الأعمار وهي حالة شائعة من أهم أسبابها:

### الإنتانات
يشكل التهاب المهبل العدوائي 90% من حالات التهاب المهبل ويسببه أحد هذه الكاثنات الدقيقة الثلاثة:
- المُبْيَضَّةُ البَيضاء (بالإنجليزية: Candida albicans)‏.
- غاردنريله مهبلية (بالإنجليزية: Gardnerella vaginalis)‏.
- التهاب المهبل بالمشعرات (بالإنجليزية: Trichomonas vaginalis)‏.

قد يحدث التهاب المهبل في بعض الأحيان بسبب عدوى السيلان أو داء المتدثرات (الكلاميديا) أو الهربس أو بعض الطفيليات. ويحدث التهاب المهبل في 20-40% من الحالات نتيجة عدوى مضاعفة أو مختلطة تتسبب بها عدة كائنات حية في آن معاً.